# Apostolovský rajón
Apostolovský rajón (ukrajinsky Апостолівський район) byl rajón v Dněpropetrovské oblasti na Ukrajině. Hlavním městem bylo Apostolove a rajón měl přibližně 54 tisíc obyvatel. 

## Sídla v rajónu
- Apostolove
- Zelenodolsk